# 鐳射影碟
雷射影碟（英文：LaserDisc，縮寫：LD），是種於1980至90年代中流行的影像儲存媒體，主要用作儲存電影等錄像影片資料，後來被VCD或數位多功能影音光碟完全代替。

## 簡介
雷射影碟尺碼和12吋黑膠唱片相若，表面和音樂光碟相似。雷射影碟機以雷射讀取預先刻錄在碟片上的訊號，並且轉換成為影像訊號（如PAL制式及NTSC制式）供電視機播放。於1980年代相對當時流行的家用錄影系統錄影帶是頗昂貴的東西。雷射影碟能夠提供的影像質素接近廣播電視，而且因為是非接觸式讀取的關係，沒有錄影帶使用多次會造成影像變差的問題。
雷射影碟雖然在基礎採取了與CD/DVD/BD相似的物理儲存結構，但其影音格式仍然是類比訊號，採用脈衝寬度調變直接將類比影音訊號（複合視訊的影像及頻率調變的音訊）轉換成可以儲存於光碟的（0與1）格式。後期的NTSC影碟才真的可以將音軌以數碼方式（主要是脈衝編碼調變或Dolby Pro Logic）加載到碟上，PAL影碟則只能以數位或類比其中一種方法儲存音軌。

## 流行情況
雷射影碟在北美和中国大陆不流行，但在日本、台灣、香港和澳門曾非常流行，它主要用於卡拉OK影碟生產，其次是用作一般電影的影碟。
由於使用類比儲存，雷射影碟不會像DVD有馬賽克、色彩帶或者其他因數碼量化及失真壓縮帶來的問題，解析度及畫質劣於DVD但强于VCD（Video Compact），因此直到今日仍有少數愛好者視之為珍藏品。也正是因为这些特殊技术上的因素，从而使雷射影碟没有盗版可言。

## 面臨停產
2009年1月15日，日本先锋公司宣布，将在最后一批3000部产品制造完成后，正式停产LD播放机。由于先锋数十年来一直是LD格式的最大厂商，这一消息也标志着LD格式的正式作古。在近30年时间里，先锋LD机的总销量为950万部，而全球各品牌LD机总销量也不过1680万部。由于早已被DVD和蓝光所取代，先锋表示他们已经很难拿到制造LD机所需配件，因此不得不停产LD设备。但先锋表示，现有客户的售后服务工作将继续进行不受影响。

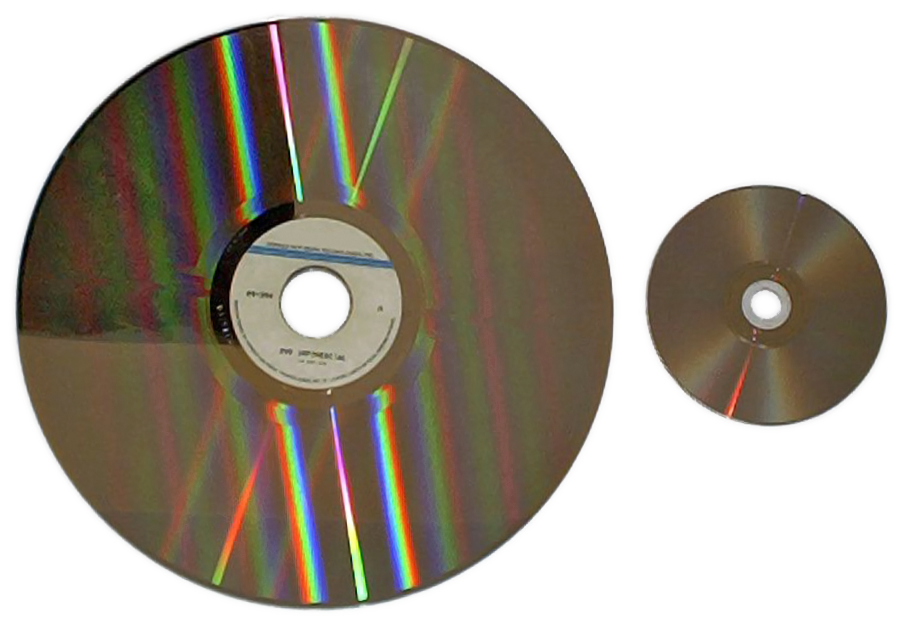
LD(左)與DVD(右)
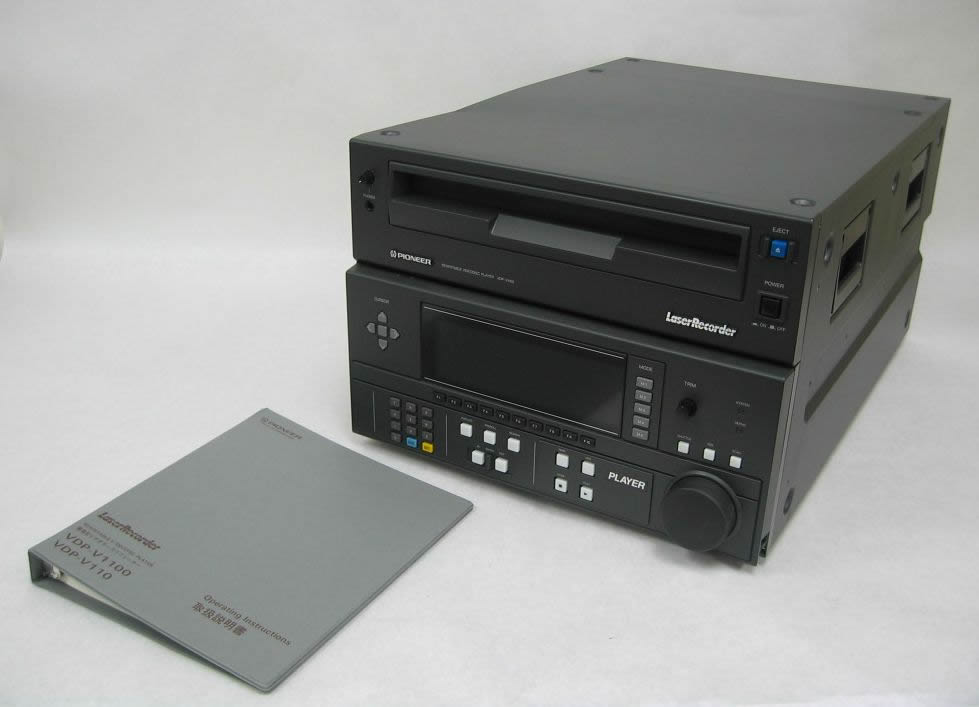
先鋒公司的LD錄影機